# Thomas Scott-Ellis (8e baron Howard de Walden)
Pour les articles homonymes, voir Thomas Scott.
Thomas Evelyn Scott-Ellis, 8e baron Howard de Walden et 4e baron Seaford, né à Londres le 9 mai 1880 et mort dans cette même ville le 5 novembre 1946, est un noble, militaire, mécène, écrivain et sportif britannique. Historien amateur et collectionneur d'armures médiévales, décrit comme un millionnaire timide et excentrique, il est surtout connu pour son soutien financier à la culture au pays de Galles,.

## Biographie

### Jeunesse et engagement militaire
Il naît Thomas Evelyn Ellis, l'unique enfant de Frederick Ellis (7e baron Howard de Walden) et 3e baron Seaford et major dans le régiment de cavalerie les 4th Queen's Own Hussars. Il est éduqué au collège d'Eton puis suit une formation militaire au Royal Military College à Sandhurst et entame une carrière militaire. Il participe à la seconde guerre des Boers dans le régiment de cavalerie des 10th Royal Hussars, devenant lieutenant en 1900. En 1899, à la mort de son père, il hérite des titres de baron de ce dernier, ainsi que du droit à un siège à la Chambre des lords, la chambre haute du Parlement du Royaume-Uni. Le titre de baron Howard de Walden, de la pairie d'Angleterre, remonte à 1597 lorsqu'il est créé par la reine Élisabeth Ire pour Sir Thomas Howard, vice-amiral de la flotte anglaise et vétéran de la bataille victorieuse contre l'« Invincible Armada » espagnole. Celui de baron Seaford, de la pairie du Royaume-Uni, date de 1826 : Il est créé pour Charles Ellis, député tory à la Chambre des communes et grand propriétaire de plantations de cane à sucre en Jamaïque. En 1807 Charles Augustus Ellis devient le 6e baron Howard de Walden, héritant du titre de son arrière-grand-père dans la lignée maternelle, avant de devenir également 2e baron Seaford à la mort de son père,,,.

### Jeux olympiques
En 1899 Thomas Ellis hérite de sa grand-mère d'importantes propriétés foncières à Kilmarnock en Écosse ainsi que dans le quartier de Marylebone dans le centre de Londres, faisant de lui « l'un des jeunes hommes les plus riches du Royaume-Uni » lorsqu'il atteint en 1901 l'âge de 21 ans et en prend légalement possession. « Fasciné par les nouvelles technologies » durant sa jeunesse, en 1903 il tente sans succès de construire une machine volante. En 1906, Auguste Rodin réalise sa sculpture en plâtre, qui se trouve aujourd'hui au musée Rodin. Cette même année, il est sélectionné pour l'équipe britannique qui se rend à Athènes et participe aux épreuves d'escrime des Jeux olympiques intercalaires de 1906. Ses compatriotes y remportent la médaille d'argent à l'épreuve d'épée par équipe. Il participe quant à lui à l'épreuve individuelle de fleuret, mais est éliminé en poule ; le Français Georges Dillon-Kavanagh remporte la médaille d'or,,.

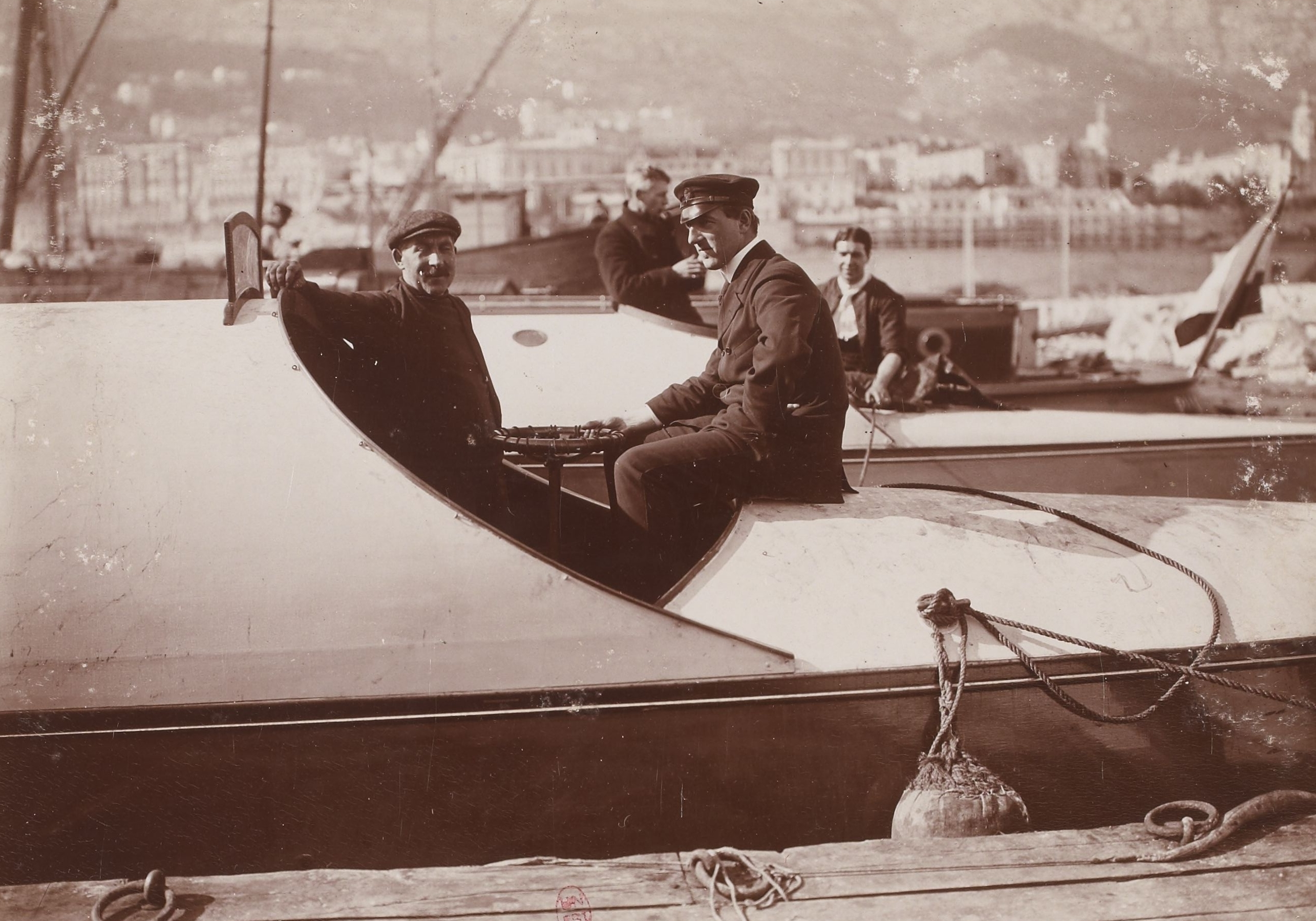
Lord Howard de Walden à bord de son canot automatique Daimler II vers 1907.

Les Jeux olympiques de 1908 se tiennent à Londres et, en l'absence d'épreuve de fleuret à ces Jeux, Thomas Ellis concourt à l'épreuve de motonautisme. Son compatriote Alfred Fentiman et lui, qui ont ensemble remporté la compétition nautique de la semaine de Cowes en 1907, forment l'équipage du canot automobile Dylan aligné pour les courses de la catégorie de classe ouverte (classe A). Leurs adversaires sont le Français Émile Thubron et ses coéquipiers du canot Camille, et l'équipage britannique du canot Wolseley-Siddeley, emmenés par Lord Grosvenor, le duc de Westminster. Thomas Ellis et Alfred Fentiman abandonnent durant la première course, en raison de conditions météorologiques défavorables. Le Wolseley-Siddeley du duc de Westminster s'échoue durant la seconde course et les Français, parvenus seuls à la ligne d'arrivée, remportent la médaille d'or, seule médaille donc attribuée dans cette catégorie. Ce seront les derniers Jeux olympiques de Lord Howard, mais il demeure un sportif actif. Il participe à plusieurs compétitions de motonautisme, pratique la voile et le golf, et est membre du Jockey Club (en) de 1905 à 1924,,,.

### Activités culturelles et Première Guerre mondiale

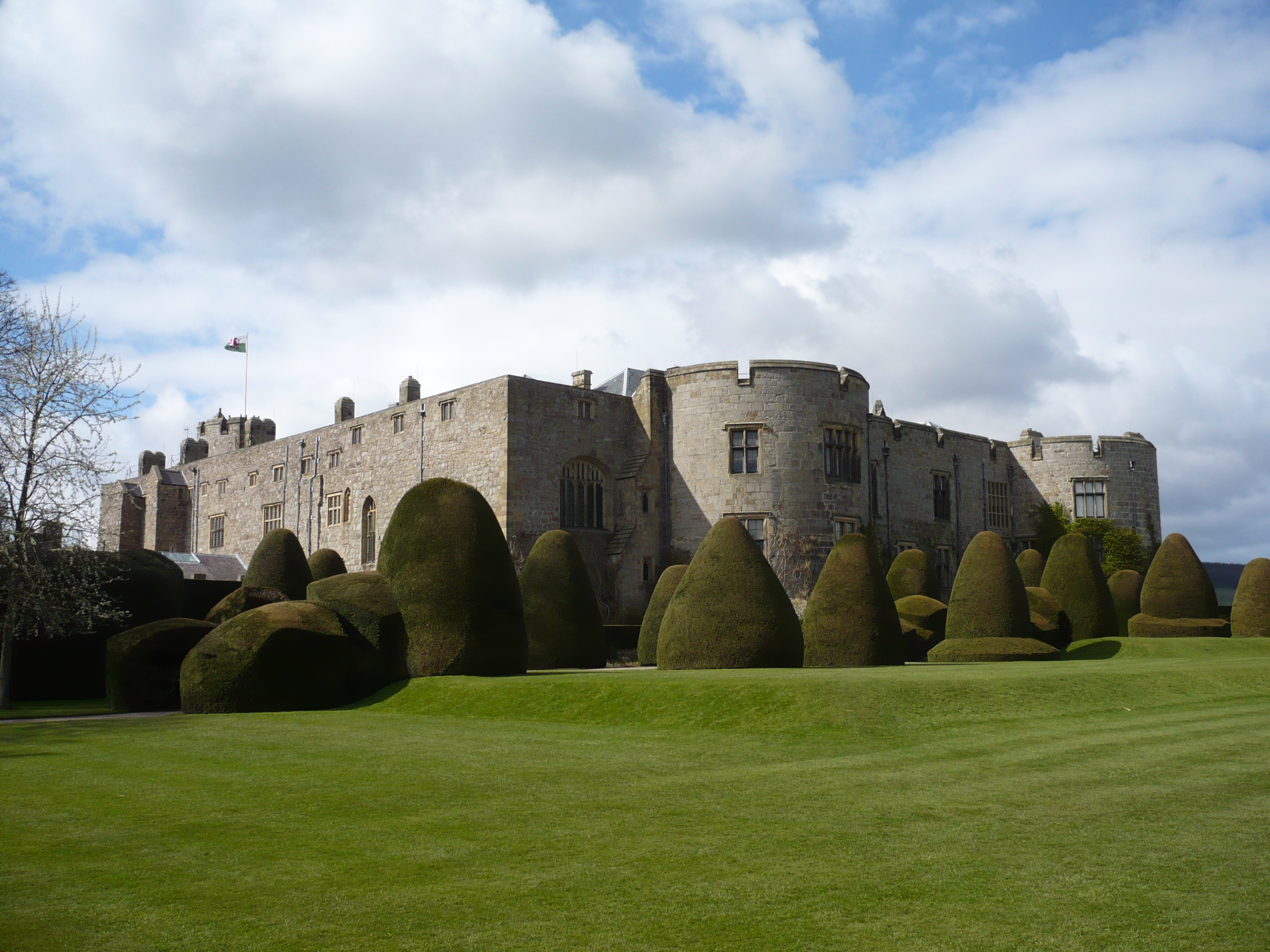
Le château de Chirk.

S'intéressant aux racines galloises de la famille Ellis, il loue à partir de 1911 le château de Chirk, dans le Denbighshire dans le nord-ouest du pays de Galles. En 1912 il épouse la chanteuse d'opéra Margherita van Raalte, comme lui experte au fleuret, dont il aura six enfants (cinq filles et un fils) ; nés en 1912, leur fils et fille aînés, John et Bronwen, sont des jumeaux. La famille « passe beaucoup de temps à Chirk », et il s'intéresse activement à la littérature et à la culture galloises médiévale, notamment le Mabinogion, célèbre recueil de contes gallois de la mythologie celtique. Il s'en inspire pour écrire entre 1912 et 1922, sous le nom « TE Ellis », des librettos et des pièces de théâtre, de qualité toutefois moyenne. Sa contribution à la culture passe davantage par son soutien à « de nombreux écrivains, artistes et musiciens de premier plan », qu'il compte parmi ses amis, qu'il reçoit à Chirk et qu'il soutient financièrement. Il soutient également des festivals gallois, et participe activement à plusieurs éditions de l'Eisteddfod nationale, le principal festival annuel culturel et littéraire en langue galloise. Il s'apprend la langue et soutient des écrivains de langue galloise,,,.
Capitaine dans le régiment de yeomanry des Westminster Dragoons (en) de l'Armée de réserve en temps de paix, il participe à la Première Guerre mondiale, et est fait major de brigade dans le Régiment royal des blindés en 1916. Il participe aux combats en France et en Afrique du Nord, ainsi qu'à la campagne de Gallipoli en Turquie. Plusieurs serviteurs du château de Chirk, habitants de la ville du même nom, s'engagent eux aussi dans l'armée pour la « Grande Guerre », et Lord Howard leur verse un supplément à leur salaire de soldat. En 1917, il ajoute à son nom de famille le nom « Scott », celui de sa grand-mère. À l'issue de la guerre, « effaré par les atrocités dont il a été le témoin », il finance l'érection et la sculpture du monument aux morts de Chirk, et s'isole dans une certaine mesure de la société,,.
Il poursuit son intérêt pour l'histoire médiévale, et collectionne des pièces d'armure au château de Chirk ainsi qu'à sa demeure écossaise de Kilmarnock ; un matin, son épouse le trouve attablé au petit-déjeuner en armure complète, car il entend démontrer que les chevaliers médiévaux pouvaient accomplir en armure toutes sortes de tâches ordinaires. Il compose des spectacles médiévaux et des pantomimes pour leurs enfants et les amis de ceux-ci. En 1929 il achète la demeure de ses ancêtres gallois à Croesnewydd. Dans les années 1920 il est président du Musée national du pays de Galles et l'un des gouverneurs de la Bibliothèque nationale du pays de Galles, et il siège au conseil d'administration du musée londonien Tate Gallery de 1938 jusqu'à sa mort. Poursuivant aussi son intérêt pour la généalogie et l'héraldique, il participe à la compilation de The Complete Peerage, guide de  l'aristocratie titrée des îles Britanniques ; il en est le co-éditeur de plusieurs volumes,,.
À sa mort en 1946, son fils John Scott-Ellis devient le 9e baron Howard de Walden et le 5e baron Seaford,.